# Capitole de l'État du Montana
Le Capitole de l'État du Montana, construit entre 1899 et 1902 selon les plans des architectes Bell & Kent (en), est un bâtiment officiel américain qui se situe à Helena, capitale de l'État du Montana aux États-Unis. Il héberge la législature d'État du Montana, parlement bicaméral composé de la chambre des représentants et du sénat du Montana, en plus des bureaux des élus exécutifs, dont celui du gouverneur. Il est classé au Registre national des lieux historiques depuis 1981.

## Histoire

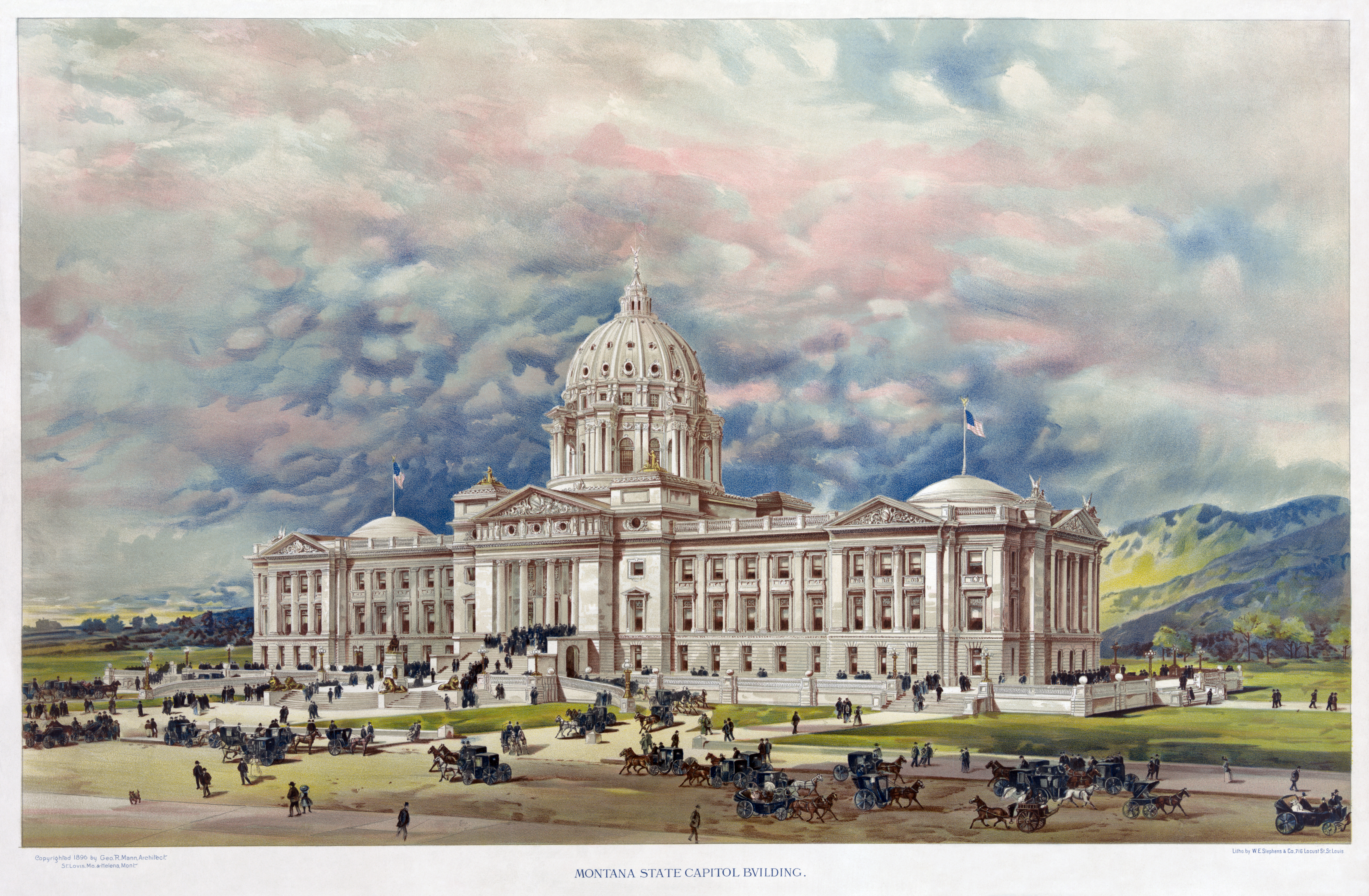
Dessin gagnant du concours d'architecture pour le Capitole, par George R. Mann, 1896 (non construit)

Un concours d'architecture pour la construction du bâtiment fut lancé en 1896. La commission sélectionna un dessin de George R. Mann comme le dessin gagnant. En 1897, après qu'il fut prouvé que ladite commission prévoyait extorquer de l'argent venant du projet de construction, elle fut dissoute et une seconde commission fut convoquée. Jugé trop coûteux, le plan de Mann fut abandonné et un nouveau concours fut lancé, récompensant alors Charles Emlen Bell et John Hackett Kent, tous deux de Council Bluffs, dans l'Iowa. Afin de voir leur projet aboutir, les deux architectes, associés, déménagèrent leur bureau à Helena. 
Même si le dessin de Mann fut débouté pour ce projet, il servit de base pour la construction du Capitole de l’État d'Arkansas. 
Le design retenu, lui, fut modifié dès la phase de construction quand, en 1901, la commission demanda à ce que la structure soit plus imposante et ce en augmentant le poids du dôme. Kent s'opposa aux changements, déclarant que sa création originale devait être "purement grecque" mais Bell recommanda les modifications. 
Entre 1909 et 1912, la construction fut élargie par l'ajout de deux nouvelles ailes sur les flancs est et ouest. Ces travaux furent exécutés par Link & Haire, des architectes de Butte, avec l'aide de F. M. Andrews & Company comme consultants sur le chantier.

## Architecture
Ce monument, construit de grès et de granite du Montana, est un monument à l'architecture grecque néo-classique, inscrit au NRHP. L'extérieur du dôme est couvert de cuivre. A son sommet, trône une statue féminine affectueusement appelée "Lady Liberty". 